# Age Hains Boersma
Age Hains Boersma (Stavoren, 12 maart 1982) is een voormalig Nederlandse  profvoetballer.

## Loopbaan
Boersma begon met voetballen in de jeugd bij VV QVC uit Stavoren en stapte later over naar de amateurs van VV Sneek. Hier kwam hij uit in het eerste team wat in de eerste klasse uitkwam in 2005 en werd daarmee kampioen en ook in 2006 kwam hij daarvoor uit in de Hoofdklasse van de amateurs. Hij verkoos eerst zijn opleiding aan de Hogeschool Van Hall Larenstein in Leeuwarden af te maken voordat hij inging op een aanbieding van een profclub. Hij begon vervolgens bij sc Heerenveen. Met het belofteteam van Heerenveen won hij de landstitel en de landelijke beker. Op zaterdag 24 februari 2007 maakte hij zijn debuut in de hoofdmacht als invaller in de tachtigste minuut in de uitwedstrijd tegen Roda JC. Het seizoen 2007-2008 kreeg hij geen speelmogelijkheid meer en werd verhuurd aan de eerste divisionist BV Veendam. Hij tekende een contract tot 2011 maar liet dat in mei 2008 ontbinden, omdat hij besloot voorrang te geven aan een maatschappelijke loopbaan. Hij keerde vervolgens terug naar zijn oude amateurclub Sneek Wit Zwart om daar twee seizoenen in de Hoofdklasse te acteren alvorens afscheid te nemen met de noordelijke beker. In de zomer van 2010 kwam hij uit voor de Flevo Boys uit Emmeloord in de topklasse, door degradatie acteerde hij het jaar erop in de Hoofdklasse C. Boersma speelt vanaf 2012 voor de Friese Hoofdklasser Harkemase Boys, maar keert in het seizoen 2013-2014 voor de tweede keer terug bij Sneek Wit Zwart. Vanaf het seizoen 2017/18 kiest Boersma voor de zaterdagtak van Sneek Wit Zwart om in de 5e klasse te gaan voetballen.

## Profresultaten
| seizoen | club              | land      | competitie     | wed. | goals |
| ------- | ----------------- | --------- | -------------- | ---- | ----- |
| 2006/07 | sc Heerenveen     | Nederland | Eredivisie     | 1    | 0     |
| 2007/08 | BV Veendam (huur) | Nederland | Eerste Divisie | 31   | 5     |
|         | totaal:           | totaal:   | totaal:        | 32   | 5     |

## Amateurresultaten
| seizoen | club                 | land      | competitie    | wed.  | goals |
| ------- | -------------------- | --------- | ------------- | ----- | ----- |
| 2000/01 | VV QVC               | Nederland | 3e klasse     | 8     | 5     |
| 2001/02 | VV QVC               | Nederland | 2e klasse     | 22    | 14    |
| 2002/03 | VV QVC               | Nederland | 2e klasse     | 22    | 8     |
| 2003/04 | VV Sneek             | Nederland | 1e klasse     | 19    | 3     |
| 2004/05 | VV Sneek             | Nederland | 1e klasse     | 22    | 36    |
| 2005/06 | VV Sneek             | Nederland | Hoofdklasse C | 26    | 20    |
| 2008/09 | VV Sneek Wit Zwart   | Nederland | Hoofdklasse C | 21    | 8     |
| 2009/10 | VV Sneek Wit Zwart   | Nederland | Hoofdklasse C | 22    | 9     |
| 2010/11 | Flevo Boys Emmeloord | Nederland | Topklasse     | 26    | 7     |
| 2011/12 | Flevo Boys Emmeloord | Nederland | Hoofdklasse C | 26    | 12    |
| 2012/13 | Harkemase Boys       | Nederland | Hoofdklasse C | volgt | 6     |
| 2013/14 | VV Sneek Wit Zwart   | Nederland | Hoofdklasse C | volgt | 9     |
| 2014/15 | VV Sneek Wit Zwart   | Nederland | Hoofdklasse C | volgt | 29    |
| 2015/16 | VV Sneek Wit Zwart   | Nederland | Topklasse     | 20    | 4     |
| 2016/17 | VV Sneek Wit Zwart   | Nederland | Hoofdklasse A | volgt | 10    |
| 2017/18 | VV Sneek Wit Zwart   | Nederland | 5e klasse     | 22    | 7     |
| 2018/19 | VV Sneek Wit Zwart   | Nederland | 4e klasse     | 23    | 7     |
| 2019/20 | VV Sneek Wit Zwart   | Nederland | 1e klasse     | 3     | 1     |
| 2021/22 | VV Sneek Wit Zwart   | Nederland | 3e klasse     | 2     | 0     |
|         | totaal:              | totaal:   | totaal:       | 214   | 181   |